# Flor Ory
Flor Ory (Sint-Truiden, 5 maart 1952) is een voormalig Vlaams volksvertegenwoordiger.

## Levensloop
Ory werd beroepshalve docent maatschappelijk werk aan de Katholieke Hogeschool Leuven en de UC Leuven-Limburg.
Hij sloot zich aan bij de partij Agalev, sinds 2003 Groen(!) genaamd, en was van 1987 tot 2011 gemeenteraadslid van Alken.
Eind mei 2003 volgde hij Vlaams minister Ludo Sannen op als Vlaams volksvertegenwoordiger voor de kieskring Hasselt-Tongeren-Maaseik. Aan zijn mandaat kwam midden februari 2004 een einde, toen Ludo Sannen ontslag nam uit de Vlaamse regering en terugkeerde naar het Vlaams Parlement. Tijdens de ruim acht maanden die Ory in het Vlaams Parlement zetelde, was hij plaatsvervanger in de commissies Onderwijs, Vorming en Wetenschapsbeleid en Economie, Landbouw, Werkgelegenheid en Toerisme. Bij de Vlaamse verkiezingen van juni 2004 was hij lijsttrekker van de Groen!-lijst in de kieskring Limburg, maar hij raakte niet verkozen.